# Alkoholpromille
En alkoholpromille angiver mængden af alkohol, en person har i blodet efter indtagelse af alkoholiske drikke, hvor en høj promille medfører beruselse. Promillen kan måles ved en blodprøve.
De mest almindelige kilder til alkoholiske påvirkninger i Danmark er drikke som øl, vin og spiritus – men kan også findes i forskellige madvarer (eksempelvis chokolade).
Alkoholindholdet i drikkevarer kan udregnes ved denne formel:
```
    

  

    

      

        
m

        
l

        
 

        
a

        
l

        
k

        
o

        
h

        
o

        
l

        
=

        
m

        
a

        
e

        
n

        
g

        
d

        
e

        
⋅

        
V

        
o

        
l

        

          

          

          

            
∘

          

        

        

          
/

        

        

          

          

          

            
∘

          

        

      

    

    
{\displaystyle ml\ alkohol=maengde\cdot Vol{}^{\circ }/{}_{\circ }}

  

```

For en almindelig øl bliver det så (330ml*0,046) ca. 15 ml alkohol. Ganger man med 0,789 får man resultatet i gram.

## Promillen
I 1976 indførte man i Danmark promillebegrænsinger for førere af motordrevne køretøjer. Grænserne er blevet revideret flere gange ligesom den straf, der gives i forbindelse med spirituskørsel.
Ved promillekørsel forstås, at man har haft en alkoholpromille på 0,50 – 0,79 på det tidspunkt, man har ført køretøjet. Der foreligger spirituskørsel, når man har haft en alkoholpromille på over 0,80, da man førte køretøjet.
I 2004 blev opdelingen mellem promillekørsel og spirituskørsel ophævet, således at alle, der har en promille på over 0,5, bliver dømt for spirituskørsel.

## Optagelse
Alkoholen i drikkevarer optages hurtigt til blodet igennem maven og tarmene. Som en tommelfingerregel kan man sige, at 20 % af alkoholen optages gennem maven, og 80 % optages i tarmene. Denne fordeling kan dog ændres ved tilstedeværelsen af mad, der sinker optagelsen gennem maven. Dette betyder, at man samlet set optager alkoholen langsommere, når man har mad i maven. Kulsyre eller CO2 har den modsatte virkning og øger optagelsen af alkoholen i maven. Dette kendes fra indtagelsen af champagne, hvor man hurtigere bliver beruset end med andre vine.

### Fordeling
Alkoholen fordeles i kroppens vandfase. Når kvinder ofte bliver hurtigere fulde, er det fordi de oftest har en større fedtfase end mænd. Alkohol opløses ikke i fedt, og derfor bliver koncentrationen i blodet højere hos kvinder.
Der er desuden fundet alkoholdehydrogenase i mavesækkens slimhinde, specielt hos yngre mænd, hvilket også kan være med til at forklare forskellen.

### Udregning af promille
Alkoholpromillen angives i g alkohol / kg helblod, hvor det antages at blods massefylde = 1. En omregningsfaktor (Widmarks 'r') bruges til at estimere den fraktion af kropsvægten, hvori alkohol bliver opløst (vandfasen), samtidig med at der korrigeres for blods indhold er vand. Widmarks 'r' er 0,68 for mænd og 0,55 for kvinder.
For at udregne den promille man tilnærmelsesvis har, skal man bruge denne formel:
```
    Kvinder: 

  

    

      

        

          

            

              
I

              
n

              
d

              
t

              
a

              
g

              
e

              
t

              
 

              
a

              
l

              
k

              
o

              
h

              
o

              
l

              
 

              
i

              
 

              
g

              
r

              
a

              
m

            

            

              
K

              
r

              
o

              
p

              
s

              
v

              
a

              
e

              
g

              
t

              
 

              
i

              
 

              
k

              
i

              
l

              
o

              
g

              
r

              
a

              
m

              
⋅

              
0

              
,

              
55

            

          

        

        
=

        

          

          

          

            
∘

          

        

        

          
/

        

        

          

          

          

            
∘

            
∘

          

        

      

    

    
{\displaystyle {\frac {Indtaget\ alkohol\ i\ gram}{Kropsvaegt\ i\ kilogram\cdot 0,55}}={}^{\circ }/{}_{\circ \circ }}

  

    Mænd: 

  

    

      

        

          

            

              
I

              
n

              
d

              
t

              
a

              
g

              
e

              
t

              
 

              
a

              
l

              
k

              
o

              
h

              
o

              
l

              
 

              
i

              
 

              
g

              
r

              
a

              
m

            

            

              
K

              
r

              
o

              
p

              
s

              
v

              
a

              
e

              
g

              
t

              
 

              
i

              
 

              
k

              
i

              
l

              
o

              
g

              
r

              
a

              
m

              
⋅

              
0

              
,

              
68

            

          

        

        
=

        

          

          

          

            
∘

          

        

        

          
/

        

        

          

          

          

            
∘

            
∘

          

        

      

    

    
{\displaystyle {\frac {Indtaget\ alkohol\ i\ gram}{Kropsvaegt\ i\ kilogram\cdot 0,68}}={}^{\circ }/{}_{\circ \circ }}

  

```

Der går 12 g alkohol pr. genstand. En mand på 70 kg, der har indtaget to øl, vil således have en promille på 0,504 ‰ , lige over grænsen for at køre bil. Disse udregninger antager, at man har drukket den nævnte mængde alkohol på én gang, og at det hele er optaget i blodet. Den faktiske promille vil dog være lavere, da kroppen nedbryder alkohol ved meget lave koncentration. Der vil derfor nå at blive nedbrudt en del alkohol, allerede før vedkommende er færdig med at indtage de to øl.

### Alkohols nedbrydning i kroppen
Alkoholen bliver fortrinsvis nedbrudt i leveren til acetaldehyd af enzymet alkoholdehydrogenase. Acetaldehyd bliver derefter omdannet til acetat (basisk form af eddikesyre) af enzymet acetaldehyddehydrogenase. Acetat kan herefter nedbrydes i leveren og eksporteres til blodbanen, hvor det fungerer som musklernes foretrukne brændselsstof. Eddikesyren kan derefter nedbrydes ved kroppens normale metabolisme og bliver således til vand, kuldioxid og energi.
I modsætning til mange andre metaboliske processer i kroppen, nedbrydes alkohol tilnærmelsesvist lineært i kroppen (0-ordens kinetik). Dette skyldes at enzymet alkoholdehydrogenase 'mættes' ved meget lave koncentrationer. Hastigheden beskrives vha. Widmarks 'β' med enheden 'promille' pr tid, eller g/(kg * t). Widmarks β beskriver altså en forbrænding relativ til kropsmassen og kan variere mellem individer (0,08-0,4). I retsmedicin bruges en lavt sat β på 0,1 g/(kg * t). Dvs. at en mand med en promille på 0,7 g/kg igen kan køre bil lovligt efter 2 timer. Et individs specifikke omsætning findes ved at gange med legemsvægten korrigeret med Widmarks 'r' (beskrevet ovenfor). Dvs. at en mand på 100 kg forbrænder 6,8 g alkohol pr. time (0,1 g/(kg * t) * 100 kg * 0,68), hvorimod en mand på 70 kg kun forbrænder 4,76 g alkohol pr. time. (0,1 g/(kg * t) * 70 kg * 0,68). Det skal igen understreges, at der her bruges den lave β på 0,1 fra retsmedicinen.
Der findes online værktøjer der vha. Widmarks 'r' og 'β', udregner både promille og omsætning med brugervenligt interface, f.eks. http://www.bedrebilist.dk/promille-beregner/
Normalt omsættes 10-20 % af ethanol vha. MEOS (mikrosomalt ethanol-oxiderende system), der er en del af afgiftningsenzymerne p450 i leveren. Alkoholikere kan ved gentagen overforbrug opregulere disse enzymer og derfor omsætte væsentligt større mængder alkohol.

### Alkohols virkning på kroppen
Når alkoholen optages i kroppen påvirker den både synet, balancen, reaktionsevnen og koordinationsevnen.
0,2 ‰: Øjets evne til hurtigt at fokusere og omstille sig fra lys til mørke forringes.
0,5 ‰: Evnen til på en gang at opfatte situationer og samtidigt udføre præcise bevægelser forringes. Synsvinklen indsnævres.
0,8 ‰: Nedsat koordinationsevne og øget reaktionstid.
1,0 ‰: Opmærksomheden og koncentrationsevnen er svækket. Døsighed, nedsat balance og bevægelsesevner.
1,5 ‰: Du får udtalt forringet bevægelsesevne og talebesvær. Centralnervesystemet er svækket.
2,0 ‰: Udtalte forgiftningssymptomer, manglende selvkontrol.
3,0 ‰: Manglende kontrol med for eksempel urinblæren og kan blive bevidstløs.
4,0 ‰: Bevidstløshed og livsfare.

### Andet
Antabus er et lægemiddel, der anvendes til at hjælpe alkoholikere med at stoppe. Når en person på Antabus indtager alkohol, kan han ikke nedbryde acetaldehyd, og der opstår en meget ubehagelig forgiftningstilstand.